# Silence Followed by a Deafening Roar
Silence Followed by a Deafening Roar es el noveno álbum de estudio como solista publicado por el exguitarrista de Racer X y Mr. Big, Paul Gilbert, lanzado al mercado el 23 de enero de 2008.

## Lista de canciones
| N.º | Título                                 | Duración |  |
| 1.  | «Silence Followed by a Deafening Roar» | 3:48     |  |
| 2.  | «Eudaimonia Overture»                  | 4:35     |  |
| 3.  | «The Rhino»                            | 2:46     |  |
| 4.  | «Norwegian Cowbell»                    | 4:06     |  |
| 5.  | «I Cannot Tell a Lie»                  | 3:50     |  |
| 6.  | «Bronx 1971»                           | 4:04     |  |
| 7.  | «Suite Modale»                         | 2:38     |  |
| 8.  | «The Gargoyle»                         | 4:35     |  |
| 9.  | «I Still Have That Other Girl»         | 2:52     |  |
| 10. | «Bultaco Saturno»                      | 4:13     |  |
| 11. | «Paul Vs. Godzilla»                    | 4:52     |  |

## Créditos
- Paul Gilbert - Guitarra
- Mike Szuter - Bajo
- Jeff Bowders - Batería
- Emi Gilbert - Teclados